# Return of the glidefedt
Return Of The Glidefedt, er titlen på det femte studiealbum af det danske heavy metalband, Red Warszawa, og er gruppens andet album der ikke indeholder nogen genindspilninger fra hverken de første demobånd, eller tidligere indspillede studiealbums. Dog er der to covernumre med på albummet. Albummet blev produceret af guitarist "Heavy Henning" i Mayonaise Studio, og udgivet i 2004.

## Spor
1. Intro
2. Return Of The Glidefedt
3. Skinboy
4. Åndsfraværende Folkeparti
5. Nabilat
6. Emdrup Torv
7. Bo Bodega
8. Metadonmix Fra Maribo
9. Lisa's Seng
10. Løgneren
11. Technoparty
12. Liberte (Vrävarna cover)
13. Asfalt
14. Gratis Luder
15. Alkohol
16. Fremtiden Foran Os
17. Rygerheroinchancen
18. When You Hold Me (Erann DD cover)

## Band
- "Lækre" Jens Mondrup - Vokal (undtagen på Emdrup Torv og Liberte)
- "Heavy" Henning Nymand - Guitar, Kor, Keyboard (vokal på: Emdrup Torv og Liberte)
- "Måtten Møbelbanker" Morten Nielsen - Trommer, Slagtøj, Kor
- "Tove Tusindpik" Thomas Christensen - Bas